# Marianne Supplieth

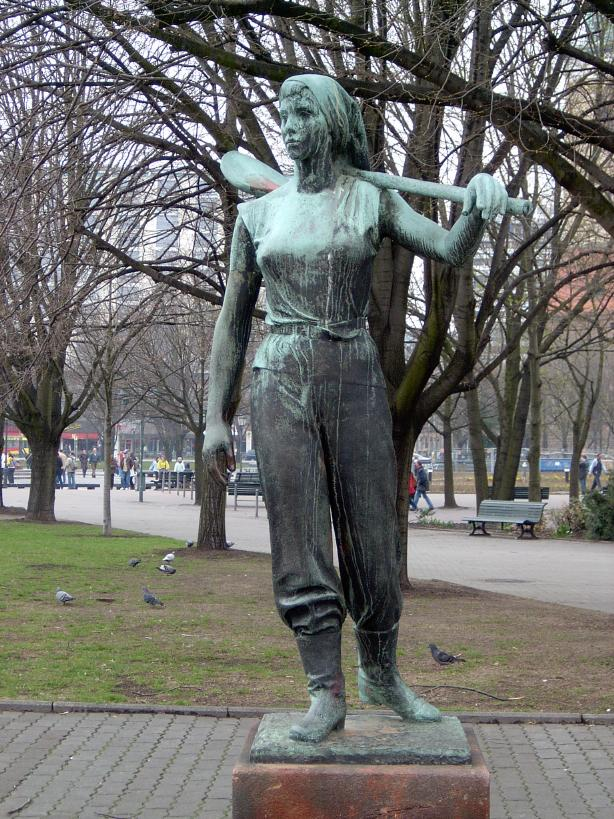
Marianne Supplieth stand für die Skulptur Aufbauhelferin Modell

Marianne Supplieth (* 13. Februar 1930 als Marianne Klein in Berlin; † 29. April 1989 ebenda) war eine deutsche Dokumentarfilm-Regisseurin und Journalistin.

## Leben und Werk
Marianne Supplieths berufliche Laufbahn begann als Sekretärin in verschiedenen Betrieben der neu gegründeten DDR. 1950 arbeitete sie zunächst für die Musikabteilung der Berliner Rundfunks. 1952 wechselte sie zum Progress Filmverleih. Anschließend war sie in der Personalabteilung der Akademie der Künste tätig. Von 1953 bis 1956 holte sie an der Arbeiter-und-Bauern-Fakultät das Abitur nach. Danach war sie für zwei Jahre bei der Staatlichen Plankommission angestellt.
In ihrer Zeit an der ABF stand Marianne Supplieth dem Bildhauer Fritz Cremer für das Standbild Aufbauhelferin Modell. Die Skulptur steht bis heute unweit des Roten Rathauses in Berlin.
1958 begann Marianne Supplieths Tätigkeit bei der DEFA.  Zunächst war sie Sekretärin der Direktion des DEFA-Studios für Wochenschau und Dokumentarfilme, dann Redaktions-Assistentin für die Kinowochenschau Der Augenzeuge. Ab 1962 drehte sie über den Zeitraum von drei Jahren 19 Folgen für die Reihe Pioniermonatsschau, die als Vorfilm in den DDR-Kinos lief.  Biografin Cornelia Klauß fasst diese Kurzfilme mit den Worten zusammen: „Im Detail sind diese kurzen Beiträge von einem milden Blick auf die Kinder getragen, die Filme geben sich betont munter und kindgerecht (...) das täuscht nicht darüber hinweg, dass die Pioniermonatsschau, stets den Auftrag im Blick, ihre Botschaften unmissverständlich und plakativ formuliert.“
Parallel zu ihrer Tätigkeit bei der DEFA begann Supplieth ein Journalismus-Fernstudium an der Universität Leipzig, das sie 1965 mit dem Diplom abschloss. Eine enge Arbeitsgemeinschaft ergab sich für sie mit dem DEFA-Regisseur Joachim Hadaschik. Über mehrere Jahre wirkte Supplieth als Aufnahmeleiterin und Regie-Assistentin bei Filmproduktionen des Regisseurs mit. In den 1970er-Jahren wechselte sie zum DDR-Fernsehen. Sie arbeitete für die Nachrichtensendung Aktuelle Kamera als Aufnahmeleiterin in der Außenpolitik-Redaktion, später in der Nachrichten-Redaktion. Zuletzt war sie im Bereich der Archivierung tätig. Mitte der 1980er-Jahre endete das Arbeitsverhältnis.
Marianne Supplieth war mindestens drei Mal verheiratet. Von 1949 bis 1952 führte sie eine kurze Ehe mit Fritz Densau, späterer Sendeleiter des DDR-Fernsehens.  1956/57 war sie mit Günter Supplieth verheiratet, der keine zwölf Monate nach der Eheschließung starb.  Mit dem Auslandsreporter Hubert Kröning war sie von 1969 bis 1975 liiert. Marianne Supplieth starb 1989 im Alter von 59 Jahren.

## Filmografie (Auswahl)
- 1962–64: Pioniermonatsschau (Regie, 19 Folgen)
- 1965: Canto de Fé – Das Lied der Hoffnung (Aufnahmeleitung, Regie: Karlheinz Mund)
- 1966: Revanche (Aufnahmeleitung, Regie: Joachim Hadaschik)
- 1966: Kampf um Null (Regie-Assistenz, Regie: Joachim Hadaschik)
- 1967: Der Meister (Aufnahmeleitung, Regie: Joachim Hadaschik)
- 1967: Schuhgröße 26 (Aufnahmeleitung, Regie: Joachim Hadaschik)
- 1968: Deutsche und Moskau (Aufnahmeleitung, 3-teiliger Dokumentarfilm, Regie: Joachim Hadaschik)